# Вербано-Кузио-Осола
Округ Вербано-Кузио-Осола (итал. Provincia del Verbano-Cusio-Ossola) је округ у оквиру покрајине Пијемонт у северозападној Италији. Седиште округа покрајине и највеће градско насеље је град Вербанија.
Површина округа је 2.255 км², а број становника 162.757 (2008. године).

## Природне одлике
Округ Вербано-Кузио-Осола се налази у северозападном делу државе, без излаза на море. Целокупна област округа је у подручју Алпа са више језера ледничког порекла и дубоким алпским долинама.
Троимени назив описује мање области унутар округа:
- Вербано, област западног приобаља језера Мађоре - главно место Вербанија;
- Кузио, област око језера Орта - главно место Омења;
- Осола, област северно од оба језера, дуж реке Тоће - главно место Домодосола.

## Становништво
По последњим проценама из 2008. године у округу Вербано-Кузио-Осола живи преко 160.000 становника. Густина насељености је средња, око 72 ст/км². Међутим, подручја долина и језерских приобаља су знатно гушће насељена од просека округа, док су планински крајеви готово празни.
Поред претежног италијанског становништва у округу живе и велики број досељеника из свих делова света.

## Општине и насеља
У округу Вербано-Кузио-Осола постоји 77 општина (итал. Comuni).
Најважније градско насеље и седиште округа је град Вербанија (31.000 ст.) у источном делу округа. Други град по величини је Домодосола (18.000 ст.) у северном, а трећи Омења (16.000 ст.) у јужном делу округа.